# Bank Ziemi Kaliskiej
Bank Ziemi Kaliskiej SA w Kaliszu – bank w Kaliszu, założony w 1921 w wyniku likwidacji Kaliskiego Towarzystwa Wzajemnego Kredytu; pierwszym prezesem banku był Karol Wyganowski. 
Siedziba banku znajdowała się w Kaliszu, w alei Józefiny, w gmachu wzniesionym w latach 1912–1913 według projektu Rogera Sławskiego dla Kaliskiego Towarzystwa Wzajemnego Kredytu.
Bank posiadał oddziały w Słupcy, Turku i Wieluniu.